# Werner Schiedewitz
Werner Schiedewitz (ur. 18 marca 1945) – niemiecki lekkoatleta specjalizujący się w biegach płotkarskich i sprinterskich. Reprezentował Niemiecką Republikę Demokratyczną. 
Największy sukces w karierze odniósł w 1964 r. w Warszawie, zdobywając na europejskich igrzyskach juniorów brązowy medal w biegu na 400 metrów przez płotki (uzyskany czas: 53,8).
W lekkoatletycznych mistrzostwach NRD na otwartym stadionie zdobył łącznie 5 medali: w biegu na 400 m ppł – złoty (1965), srebrny (1967) i brązowy (1966), w biegu na 200 m ppł – srebrny (1965) oraz w sztafecie 4 × 400 m – srebrny (1965). 